# Isjaslaw I.
Isjaslaw I. Jaroslawitsch (altostslawisch Изѧславь Ꙗрославичь; * 1024; † 3. Oktober 1078) war Großfürst von Kiew von 1054 bis 1073 und von 1077 bis 1078. Er entstammt dem Geschlecht der Rurikiden und war Sohn Jaroslaws des Weisen und dessen Frau Ingigerd Olafsdottir von Schweden.

## Leben
1043 heiratete er auf Grund einer Übereinkunft seines Vaters mit dem Polenherzog Kasimir I. dessen Schwester Gertrud, 1052 wurde er Fürst von Nowgorod.
1054 erhielt er als ältester Sohn nach dem Tod seines Vaters entsprechend dem Senioratsprinzip das wichtigste Teilfürstentum der Kiewer Rus: die Hauptstadt Kiew. Zunächst regierte er anscheinend einvernehmlich zusammen mit seinen Brüdern Swjatoslaw (Fürst von Tschernigow) und Wsewolod (u. a. Fürst von Perejaslaw). Gemeinsam erwehrten sie sich Wseslaws von Polozk, eines entfernter verwandten Rurikiden, der mehrfach versuchte, Nowgorod unter seine Kontrolle zu bringen. Am 3. März 1067 schlugen sie ihn in der Schlacht an der Nemiga vorerst.
1068 wurden die drei Brüder an der Alta von den Polowzern (Kumanen) vernichtend geschlagen. Im gleichen Jahr rief die Kiewer Bevölkerung nach dem Vorbild Nowgorods eine Volksversammlung (Wetsche) ein, die Wseslaw von Polozk zum neuen Großfürsten erhob. Isjaslaw floh nach Polen, wo Herzog Bolesław II., der Neffe seiner Gemahlin Gertrud, herrschte. Gemeinsam zogen sie 1069 in die Rus, worauf Wseslaw schon vor Beginn der Kämpfe floh. In Kiew ließ Isjaslaw zahlreiche Mitglieder des Patriziats hinrichten oder blenden.
1073 vertrieben die Kiewer, diesmal mit Unterstützung von Swjatoslaw und Wsewolod, ihren Großfürsten erneut und Swjatoslaw übernahm den Thron. Wieder floh Isjaslaw zu Bolesław II. von Polen, dann zu Kaiser Heinrich IV. Sein Sohn Jaropolk verhandelte gleichzeitig mit Papst Gregor VII., übergab ihm Kiew und erhielt es als apostolisches Lehen zurück. Der Papst beauftragte wiederum Bolesław II., das nun kirchliche Land für Isjaslaw und seinen Sohn zurückzuerobern. Bolesław hatte sich aber bereits mit Isjaslaws Brüdern verbündet und zögerte damit, den Auftrag des Papstes auszuführen. Erst als ein päpstlicher Legat die Erhebung Bolesławs vom Herzog zum König Polens veranlasst hatte, brach er zu einem Feldzug nach Kiew auf.
Swjatoslaw war inzwischen (1076) gestorben und Wsewolod ihm als Großfürst nachgefolgt. Wsewolod zog dem Heer entgegen und erreichte eine Verhandlungslösung, die Isjaslaw die Rückkehr auf den Großfürstenstuhl ermöglichte, während Wsewolod Fürst von Tschernigow wurde, das nach Swjatoslaws Tod ursprünglich dessen Sohn Oleg erhalten hatte. Oleg verband sich daraufhin mit seinem Vetter Boris Vyatscheslawitsch von Tmutorokan und kehrte zusammen mit kumanischen Verbündeten zurück, um Tschernigow für sich zu erobern. Isjaslaw und Wsewolod stellten sich am 3. Oktober 1078 Olegs Heer bei Nezhatyna Nyva (heutiges Nischyn). In dieser Schlacht wurde Oleg geschlagen und Isjaslaw und Boris wurden getötet. Den Nutzen aus der Situation zogen Wsewolod, dem dadurch der Großfürstentitel von Kiew zufiel, und sein Sohn Wladimir Monomach, der neuer Fürst von Tschernigow wurde. Durch Isjaslaws Tod scheiterten auch Papst Gregors Pläne, Kiew für die römische Kirche zu gewinnen. In seinem letzten Regierungsjahr schickte Isjaslaw I. erneut einen Feldzug gegen den alten Feind Polozk aus.